# شویژنو (استان پومرانی)
شویژنو (به لهستانی:  Świerzno) یک روستا در لهستان است که در گمینا میاستکو واقع شده‌است. شویژنو ۲۲۲ نفر جمعیت دارد.